# Lastna energija
Lástna energíja (tudi mirôvna ~ ali invariántna ~, oznaka W0) je v posebni teoriji relativnosti količina enaka zmnožku lastne mase m in kvadrata hitrosti svetlobe v praznem prostoru c0:
{\displaystyle W_{0}=mc_{0}^{2}}
To je najmanjša energija, ki jo točkasto telo lahko ima in ustreza energiji mirujočega telesa izven polja sil.
Polna energija delca W je enaka vsoti mirovne in kinetične energije T:
{\displaystyle W=W_{0}+T}